# Vstavač mužský
Vstavač mužský (Orchis mascula) je vytrvalá bylina z rozsáhlého rodu vstavač (Orchis). V Česku je chráněna jako silně ohrožený druh.
Květy jsou obvykle fialové, někdy však i růžové nebo bílé. Stonek je nafialovělý, na listech bývají tmavé skvrny. Vstavač mužský roste v lesích a v blízkosti křovin. Kvete od května do června, dorůstá výšky až 60 cm. 

## Další informace
Vstavač mužský lze nalézt např. v lese Bobčok v Šenově v okrese Ostrava-město a na jiných lokalitách.

## Galerie

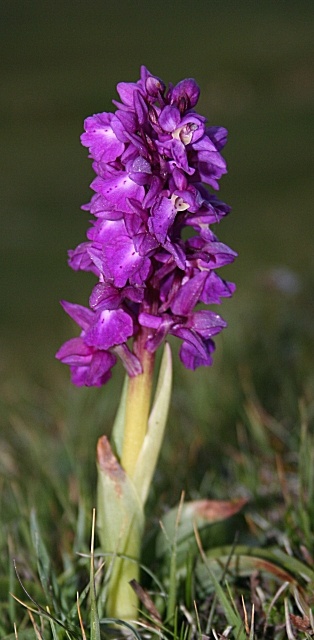
Mladá rostlina
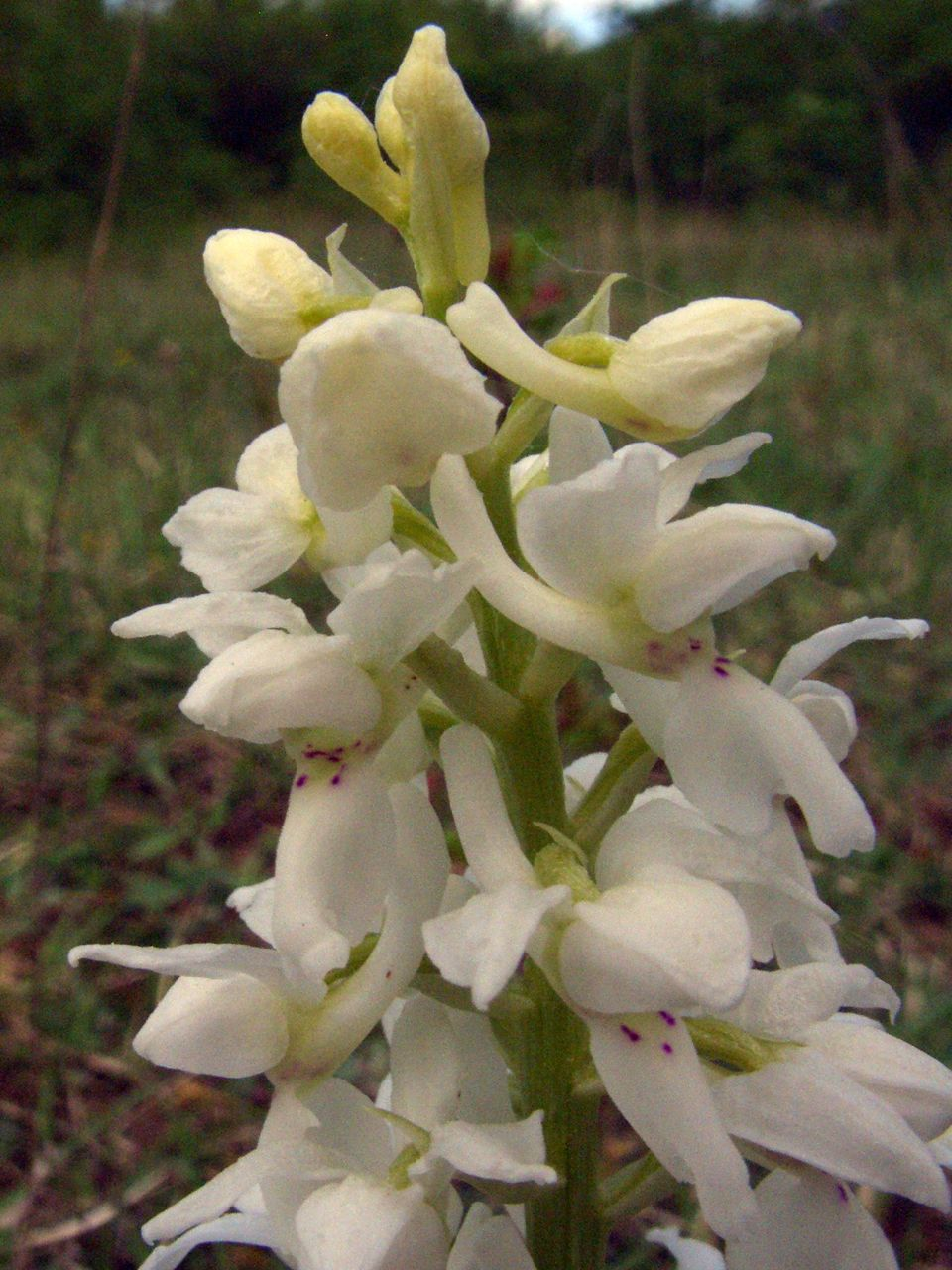
Bílá varianta
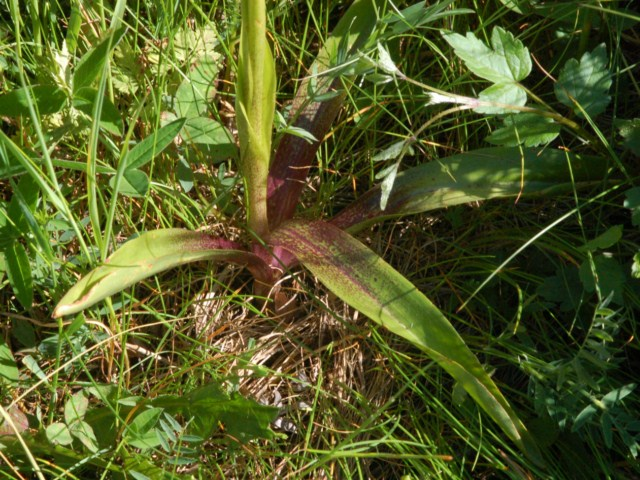
Detail listů
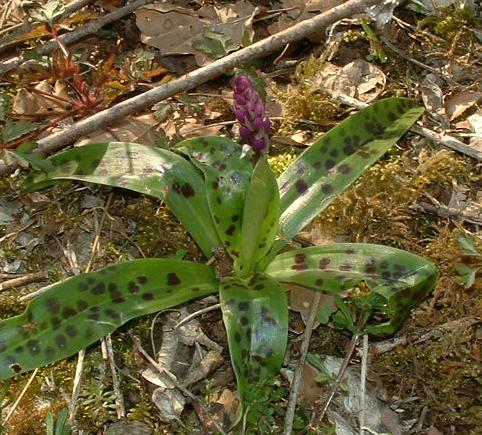
Skvrnité listy